# Metrotren (Chile)
Metrotren era la denominación utilizada por un servicio de tren suburbano chileno operado por Tren Central S.A., filial de la Empresa de los Ferrocarriles del Estado (EFE). En un comienzo abarcaba una distancia de 134 km entre las ciudades de Santiago y San Fernando, uniendo 24 comunas situadas en las regiones Metropolitana y del Libertador General Bernardo O'Higgins. Sin embargo, en la actualidad el servicio de Metrotren fue dividido en dos, Metrotren Nos y Metrotren Rancagua, los cuales abarcan una distancia de 20 km entre Santiago y Nos y 82 km entre Santiago y Rancagua, respectivamente quedando suprimido el servicio hasta San Fernando. 
Desde su inauguración en 2017, el servicio a Nos pasa a estar integrado a la Red Metropolitana de Movilidad, con lo cual el valor del pasaje se cancela con la tarjeta bip!, permitiendo así una integración tarifaria con los buses y Metro de Santiago. El 24 de mayo de 2021 la denominación fue abandonada oficialmente en el marco del proceso de cambio de imagen corporativa de EFE, pasando sus 2 servicios a tener denominaciones genéricas: Tren Nos-Estación Central y Tren Rancagua-Estación Central.

## Historia

### Antecedentes
Los primeros servicios de trenes suburbanos en Santiago fueron establecidos el 4 de febrero de 1965 con la creación de los «Trenes populares», los cuales circulaban inicialmente entre las estaciones Alameda y Lo Espejo —ese mismo año fueron extendidos hacia Mapocho por el norte y San Bernardo por el sur—, y para los cuales se habilitaron paraderos (que no siempre correspondían a estaciones ya establecidas, y que no contaban con boleterías). Los servicios de los trenes populares fueron suprimidos en 1979 debido a la baja rentabilidad y el proceso de reorganización que se vivía en la Empresa de los Ferrocarriles del Estado.

### Primera época (1990-2016)

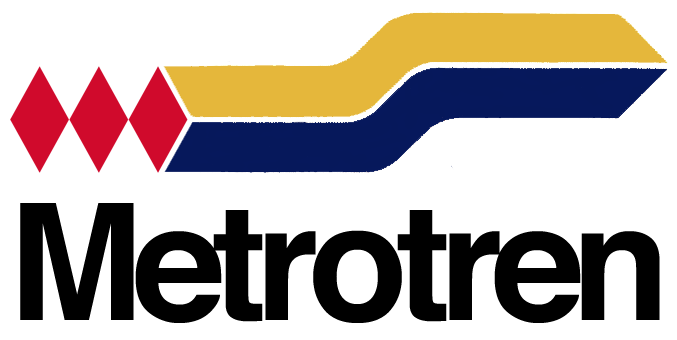
Símbolo de Metrotren en los años 1990.

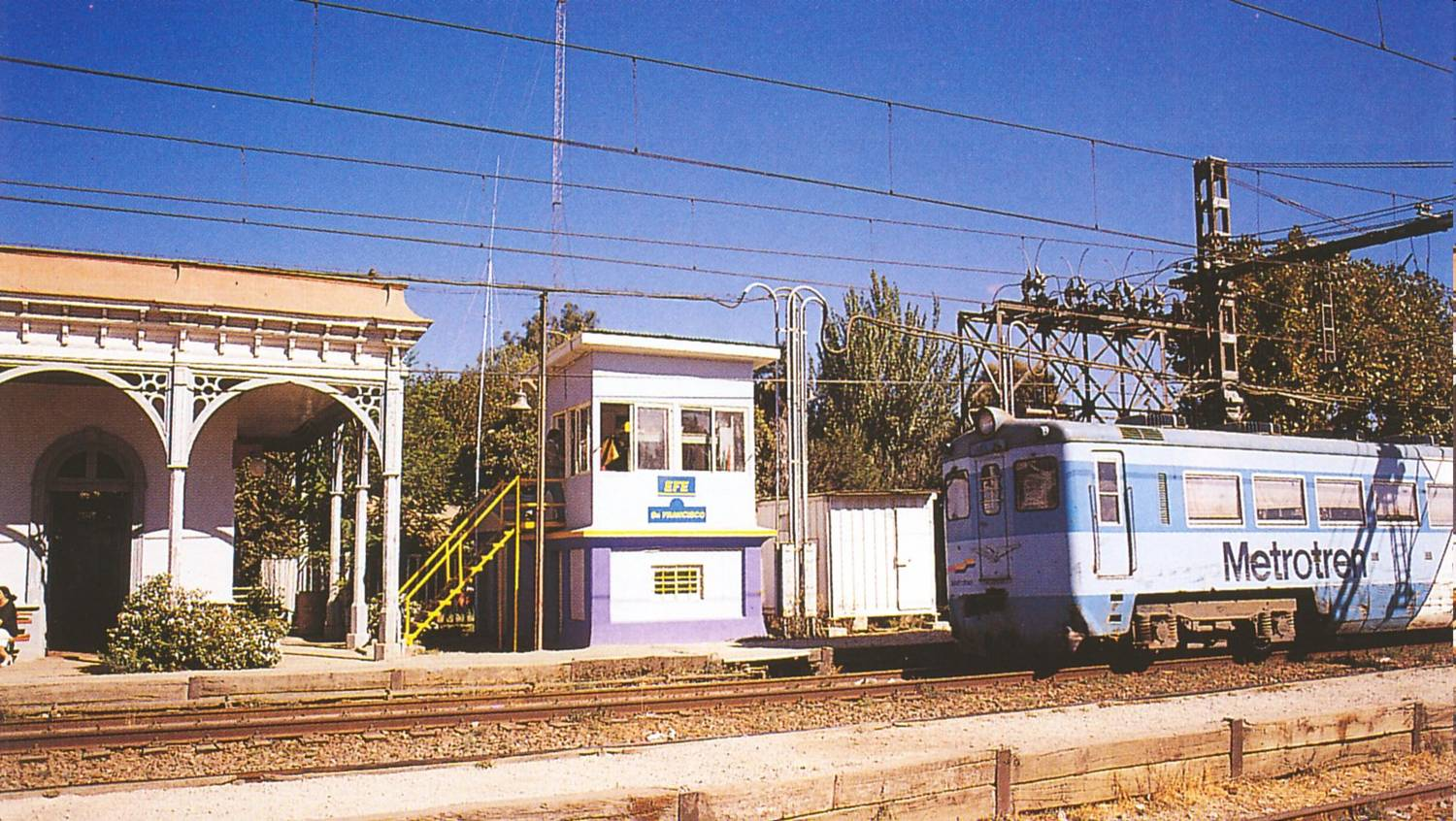
Automotor AEL con primera decoración en estación San Francisco.

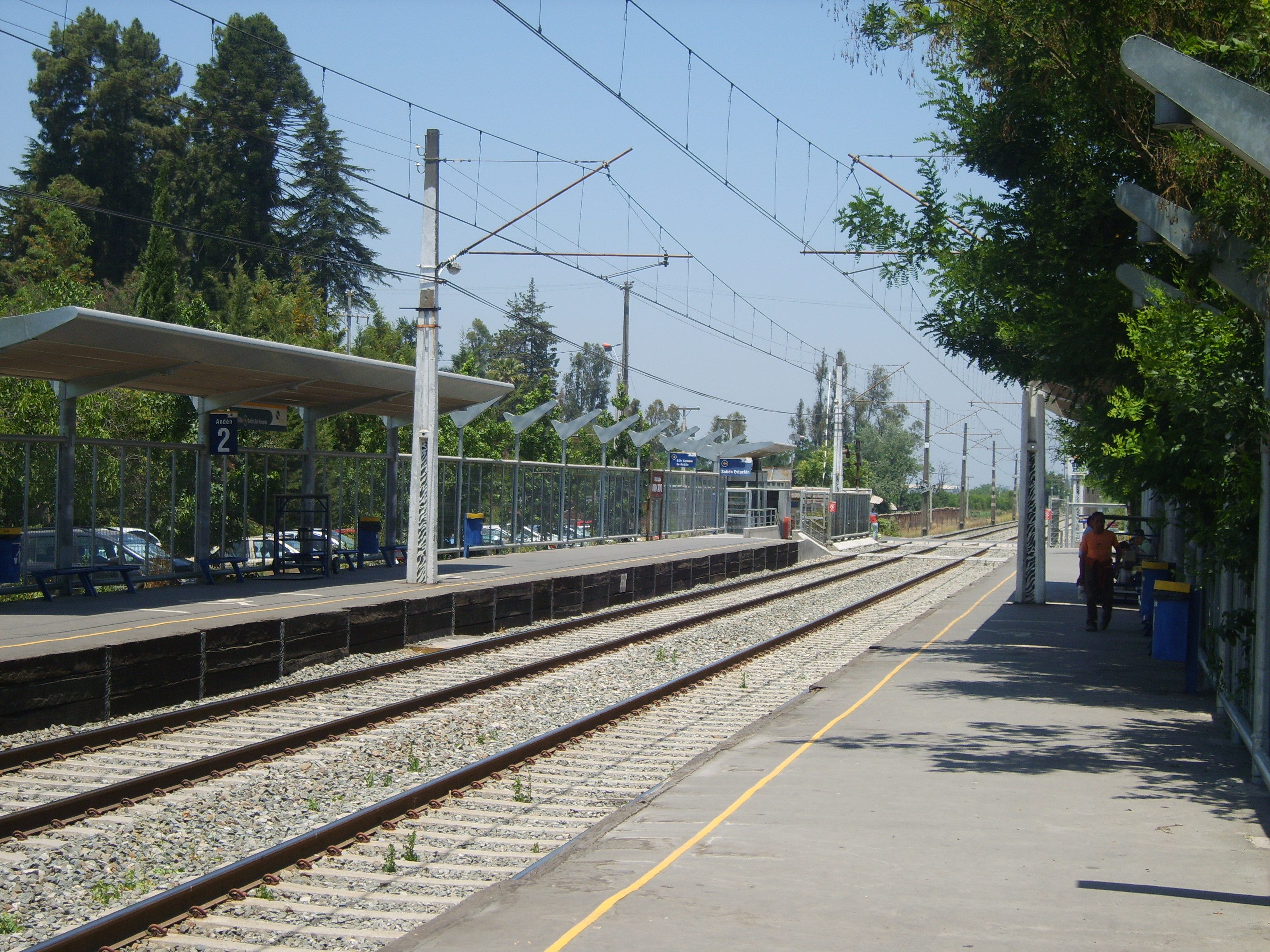
Estación Buin Zoo, inaugurada en 2002, tras las remodelaciones de 2006.

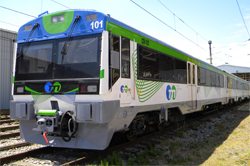
Automotor UT-440 con su nueva decoración.

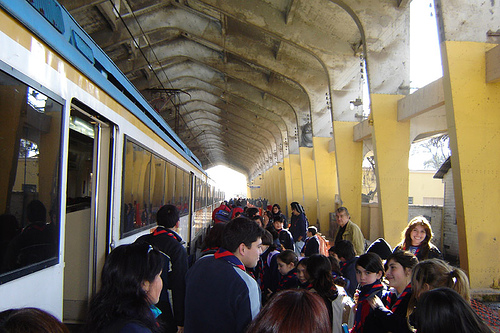
Pasajeros del Metrotren en la estación de Rancagua en 2005.

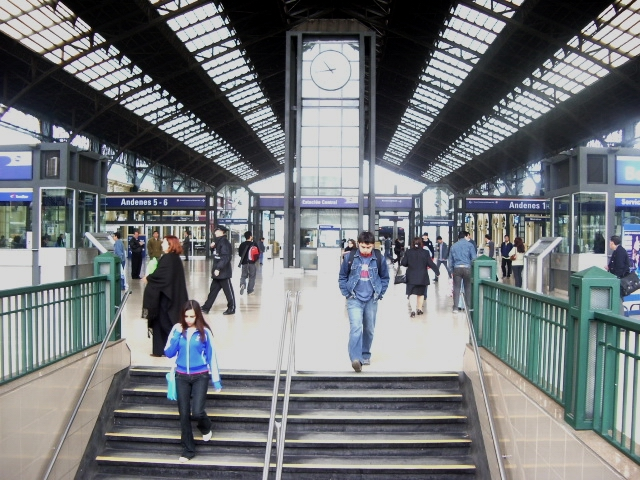
Escalera que conecta el servicio de Metrotren con el Metro de Santiago.

El 24 de mayo de 1990 las autoridades metropolitanas decretaron restricción vehicular de cuatro dígitos en Santiago. Con el fin de evitar una sobrecarga de la locomoción colectiva, se habilitó desde el día siguiente un servicio de trenes locales que conectaba a Santiago con Talagante hacia el poniente y con Rancagua hacia el sur. Ante el éxito de la iniciativa, se decidió mantener el servicio por una semana. Las detenciones de ambos servicios se realizaban en las siguientes estaciones (en cursiva indica paraderos):
| Alameda-Rancagua: - Alameda - Lo Espejo - San Bernardo - Nos - Buin - Paine - Hospital - San Francisco - Graneros - Rancagua | Alameda-Talagante: - Alameda - Capilla - Maipú - Padre Hurtado - Miraflores - Malloco - Santa Ana - Talagante |

Tras quedar en evidencia la alta demanda de recorridos entre Santiago y Rancagua, el servicio Metrotren fue inaugurado oficialmente el 25 de octubre de 1990 con seis viajes diarios, tres en dirección a la Región de O'Higgins y tres de vuelta a la capital, siendo cancelado el servicio hacia Talagante debido a la baja demanda, mientras que el 11 de mayo de 1991 se inauguró un servicio diario de Metrotren hacia Til Til (con detenciones en Alameda, Yungay, Renca, Quilicura, Colina, Batuco, Polpaico y Til Til), el cual también sería cancelado poco tiempo después. Para la puesta en marcha del sistema, se reacondicionaron tres Automotores Eléctricos Locales (AEL), fabricados por las empresas japonesas Hitachi, Toshiba y Kawasaki, y adquiridos a través de Nissho Iwai en 1973 por encargo de EFE.
Entre 1997 y 2001 EFE compró 16 trenes UT-440 a la Red Nacional de Ferrocarriles Españoles (RENFE) de los cuales cuatro se destinaron al Metro Valparaíso (números 201 al 204) y doce fueron reacondicionados para el Metrotren (números 101 al 112). El 28 de diciembre de 2000, se extendió el servicio hasta San Fernando, alcanzando éste una longitud de 133,8 kilómetros. El 27 de junio de 2002 se inauguró una estación en el Buin Zoo.
Entre 2006 y 2007 se realizó una modernización del tramo entre Santiago y San Fernando, que es el que abarca el servicio del Metrotren. En ese período se implementó el Proyecto SEC (Provisión de Sistemas de Señalización, Electrificación y
Comunicaciones), y se realizó el reacondicionamiento de las 17 estaciones en que se detiene el Metrotren, exceptuando Alameda. También se pasó de la combinación clásica de colores azul y blanco para los automotores, a un color anaranjado como parte de la homologación que EFE hizo de sus servicios de cercanías, Metrotren y Biotrén. Ello abrió la posibilidad de que ambos servicios puedan intercambiar sus automotores UT-440 o incluso suplir un servicio al otro, como fue el caso de dos automotores de Biotrén que sufrieron desperfectos en Hualqui por un temporal, por lo cual se utilizó material rodante del Metrotren en ese servicio.
En 2008 el servicio se vio interrumpido durante algunas jornadas debido a huelgas del sindicato de trabajadores de EFE. En 2009 se anunció la creación de un servicio expreso de Rancagua hasta la estación Alameda, que reduce el tiempo de viaje a solo 55 minutos.
A fines de ese año, la empresa filial de EFE, Trenes Metropolitanos S.A., estrenó una nueva decoración para los automotores, tanto en el interior como en el exterior de ellos, añadiendo la reincorporación de un tercer asiento, dejando una disposición de 3x2 asientos. Para estrenar esta nueva imagen, la empresa realizó un viaje gratuito el 10 de noviembre de 2009.
En 2012, se añadieron nuevas estaciones al servicio de Metrotren pertenecientes a la Región del Maule, denominado «Expreso rural del Maule» en las ciudades de Curicó, Talca y Linares, el que actualmente se encuentra cancelado. Para llegar a este nuevo recorrido, los usuarios debian abordar el tren solo en las estaciones Alameda, San Bernardo, Paine, Graneros, Rancagua, Rengo y San Fernando, con Pelequén de manera ocasional por las festividades de Santa Rosa de Pelequén.

### Segunda época (2016-2021)
En 2012 se anunció la renovación total del servicio hacia Rancagua y Nos, cambiándole la denominación a Rancagua y Nos Xpress, respectivamente. Además de  contemplar la cuadruplicación, confinamiento y mejoramiento de la vía hasta Nos, nuevas estaciones con mesanina subterránea y desnivelamiento de todos los cruces hasta Rancagua. El Nos Xpress contempla un recorrido desde la estación Alameda hasta Nos con frecuencias de 12 a 6 minutos, mientras que para Rancagua se contempla que el servicio evite las estaciones hasta Nos, reduciendo el tiempo de viaje a 40 minutos. Además se anunció la compra de material nuevo, en este caso, el modelo X'Trapolis Modular de la compañía Alstom.
En diciembre de 2016 se dio paso a la marcha blanca del servicio Metrotren Nos el cual pasó a estar completamente operativo en el segundo semestre de 2017 estando integrado tarifariamente al sistema Transantiago y al Metro de Santiago, utilizando como medio de pago la tarjeta bip! (o su equivalente) manteniendo las mismas tarifas y condiciones que operan en este sistema, usando los tramos tarifarios correspondientes al Metro (horario bajo, valle y punta), adjustándose al horario de operación que poseen los buses de Transantiago. Junto con esto, la principal estación ferroviaria del país sufrió una remodelación para recibir a los nuevos pasajeros del servicio de trenes.
El 24 de mayo de 2021 la denominación «Metrotren» fue abandonada oficialmente en el marco del proceso de cambio de imagen corporativa de EFE, pasando sus 2 servicios a tener denominaciones genéricas: Tren Nos-Estación Central y Tren Rancagua-Estación Central.

## Estructura

### Servicios

#### Metrotren Rancagua
El Metrotren Rancagua es un servicio de tren de pasajeros que conecta la ciudad de Rancagua, capital de la Región del Libertador Bernardo O'Higgins con la estación Alameda en 70 minutos. En la estación Alameda tiene combinación con la línea 1 del Metro de Santiago, Metrotren Nos y el servicio Alameda-Chillán, en San Bernardo combina con Metrotren Nos y Alameda-Chillán, mientras que en Rancagua tiene combinación solo con el servicio Alameda-Chillán.

#### Metrotren Nos
El Metrotren Nos es un servicio de trenes entre la Estación Alameda y la localidad de Nos, en San Bernardo. Posee combinación con las líneas 1 y 6 del Metro de Santiago. Tiene frecuencias cada 6 minutos en horario punta y cada 12 minutos en horario valle y conecta el sur de la capital con la estación Alameda en  alrededor de 27 minutos. En San Bernardo y Alameda tiene combinación con Metrotren Rancagua y el servicio Alameda-Chillán.

### Frecuencias
Desde la implementación del Metrotren, y debido a la alta demanda de usuarios, la frecuencia de recorridos fue aumentando paulatinamente con el fin de otorgar un mejor servicio. Sin embargo, en 2007 se redujeron las frecuencias producto de la saturación del Metro de Santiago provocado por la implementación del nuevo sistema de transportes de la ciudad de Santiago de Chile, el Transantiago.
Con la entrada en operación del servicio Metrotren Nos, la frecuencia de trenes es cada 6 minutos en hora punta y 12 minutos en hora valle. Asimismo, Metrotren Rancagua posee frecuencias cada 30 minutos en horario punta y 1 hora en horario valle.

## Material rodante

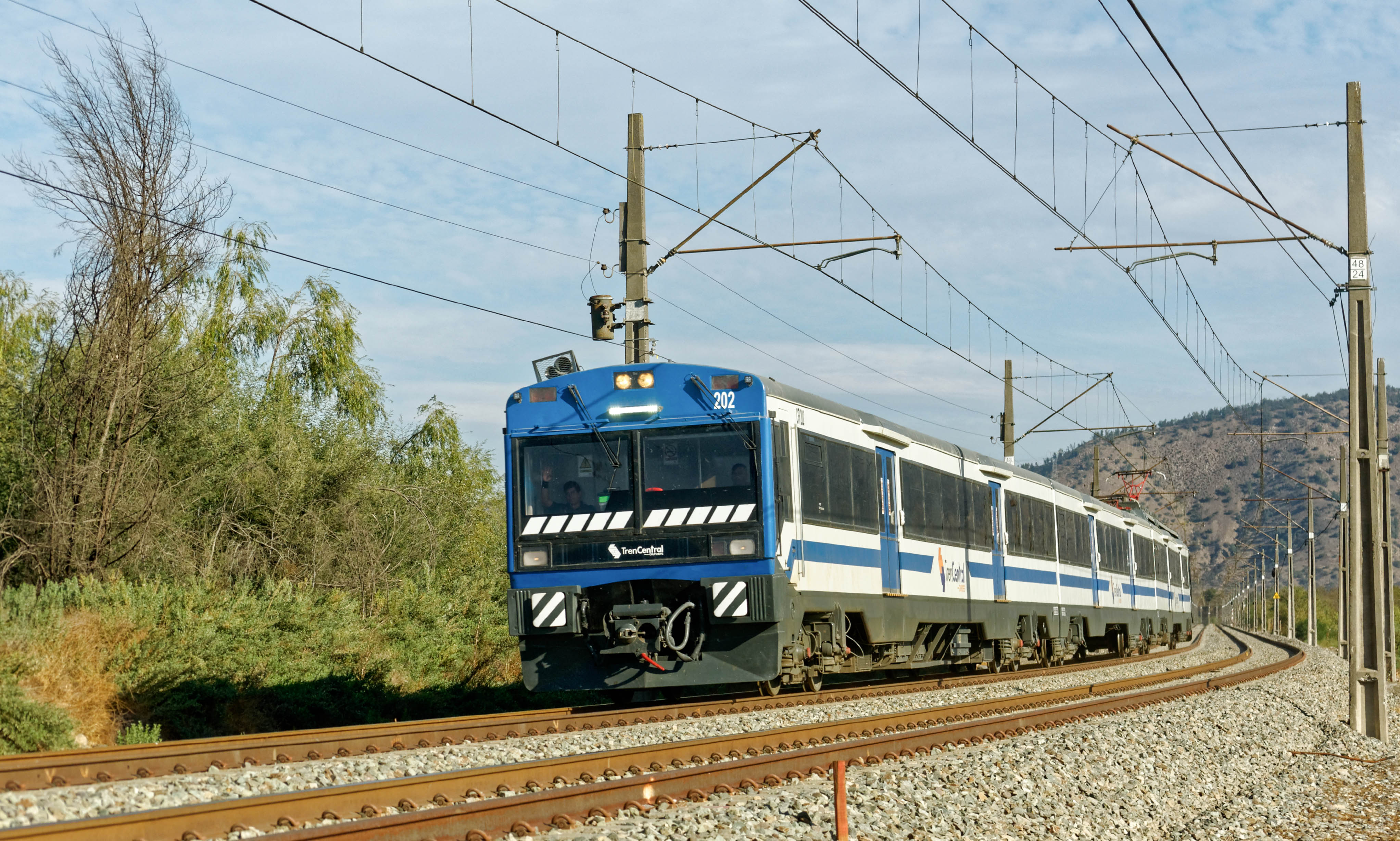
UT-440

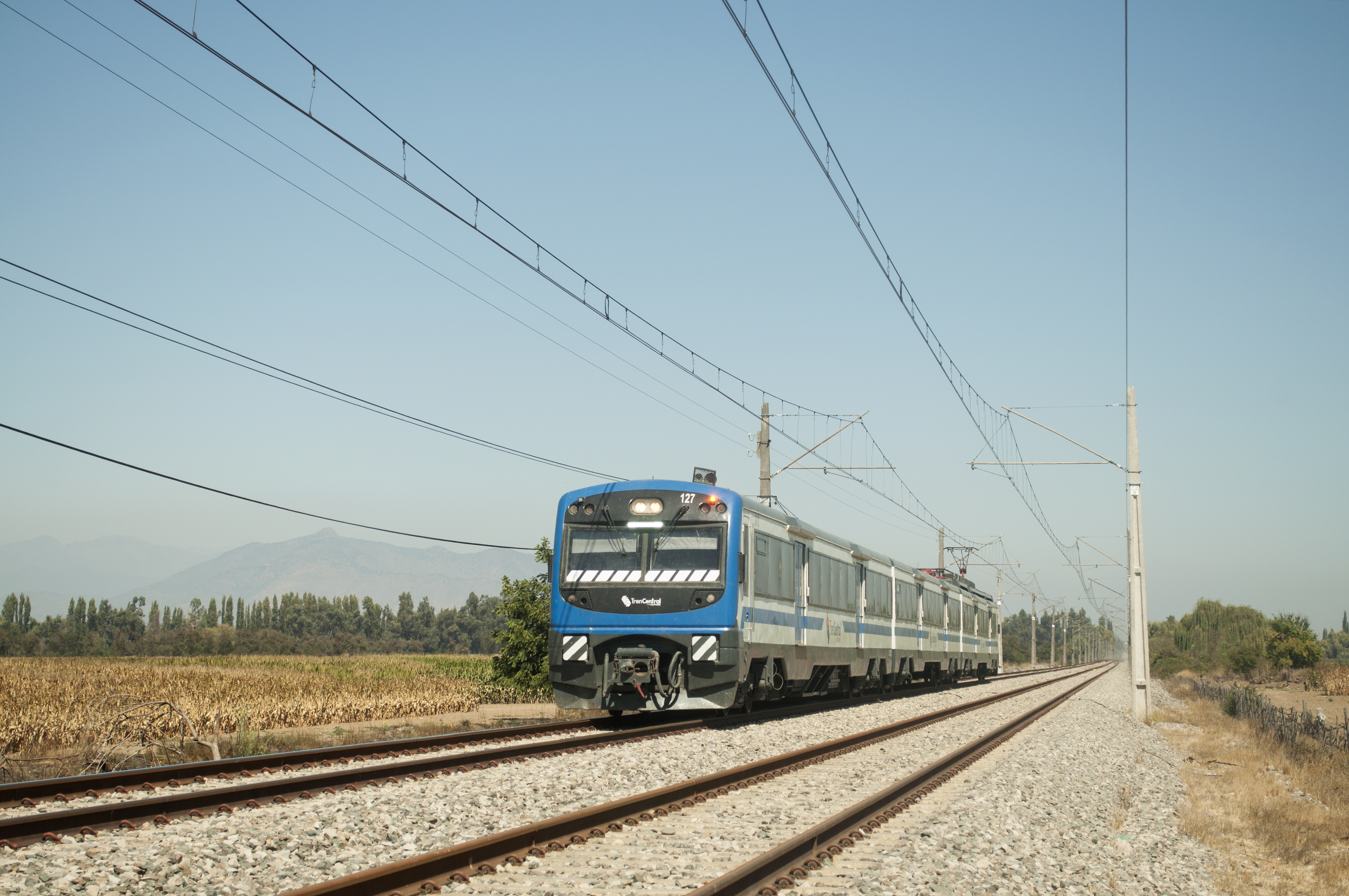
UT-440MC

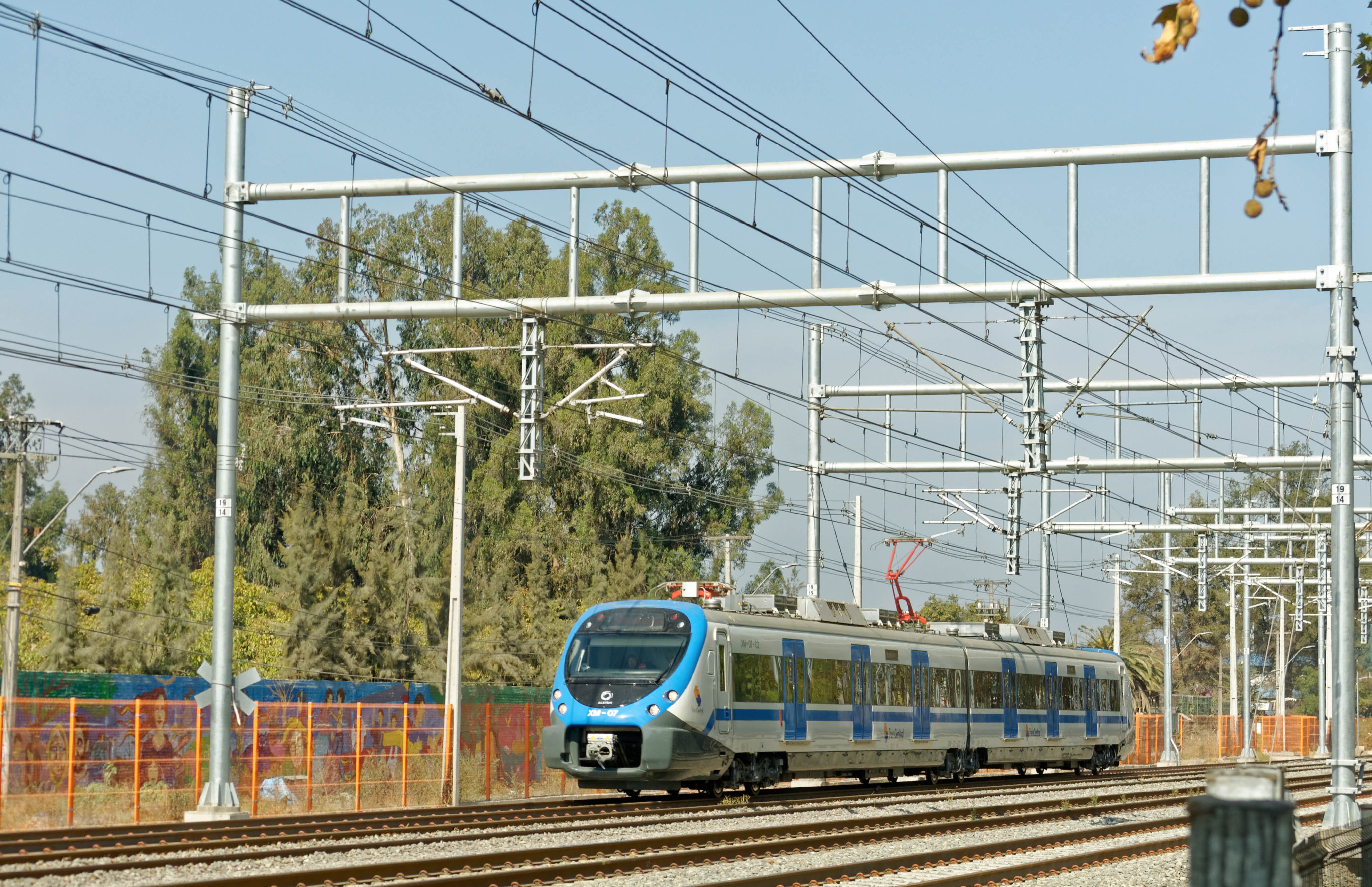
X'Trapolis Modular

El material rodante utilizado en el Metrotren consistía, en primera instancia, básicamente en 20 automotores de la serie 440 de Renfe, siete de ellos reformados a Modelo Concepción/UT440MC, que funcionan a base de 3000 voltios. Asimismo, cuentan con 4 motores de tracción construidos por las empresas españolas GEE, WESA y MELCO bajo una licencia de Mitsubishi.
Cada automotor tiene 80,164 metros de largo, pesa 156 toneladas al vacío y se compone por tres coches: coche motor o M (con cabina), coche intermedio o CI (sin cabina) y remolque con cabina. Cada uno de ellos puede alcanzar una velocidad de 150 km/h y una aceleración de 0,35 m/s2 y, además, posee una capacidad total para 333 pasajeros en asientos ergonométricos de clase única, y cuenta con aire acondicionado.
El sistema de frenado de esta serie de automotores se compone por un freno electroneumático (de aire comprimido) Knorr KBR, un freno reostático, un freno electromático de patín (FEP) y uno hidromecánico para el estacionamiento.
Sin embargo, se adquirieron 16 automotores X'Trapolis Modular, que funcionan a base de 3000 voltios. Asimismo, cuentan con 4 motores de tracción con una potencia de 320 kW, tienen una longitud de 46 metros y un peso de 80,97 toneladas al vacío. Estos a diferencia de los anteriores están compuestos por dos coches, XMC1-XMC2, con cabina de conducción en ambos extremos con una capacidad para 96 pasajeros sentados. Fueron fabricados por Alstom en su planta de Barcelona.
Actualmente el material rodante de Metrotren está dividido según el servicio en el cual operan, quedando en Metrotren Nos los 16 automotores X'Trapolis Modular y para el servicio a Rancagua 5 automotores UT-440, los cuales han sido reacondicionados para el servicio homologando sus puertas a la de los X'Trapolis Modular para la mayor altura de los andenes. A estos se suma 1 tren UT-440MC que fue reformado para el servicio a Rancagua.
| Modelo     | Año de construcción | Constructora | Procedencia | N.º de trenes |
| ---------- | ------------------- | ------------ | ----------- | ------------- |
| UT-440     | 1995                | CAF          | España      | 5             |
| UT-440MC   | 2005                | CAF          | España      | 1             |
| X'Trapolis | 2014                | Alstom       | España      | 16            |

## Tarifas y métodos de pago
En un comienzo el servicio tenía tarifas que variaban según las estaciones de origen y destino. El pasaje se efectuaba bajo la venta directa en las boleterías de las respectivas estaciones. Para los destinos más frecuentes, las tarifas eran:
| Tarifas Metrotren | Tarifas Metrotren                                                    | Tarifas Metrotren |
| Origen            | Destino                                                              | Precio boleto*    |
| ----------------- | -------------------------------------------------------------------- | ----------------- |
| Alameda           | Pedro Aguirre Cerda, San Bernardo, Maestranza y Nos                  | $890              |
| Alameda           | Buin Zoo, Buin, Linderos, Paine y Hospital                           | $1300             |
| Alameda           | San Francisco, Graneros y Rancagua                                   | $2200             |
| Alameda           | Requínoa, Rosario, Rengo, Pelequén y San Fernando                    | $2200             |
| Alameda           | * Nota: Los precios están expresados en moneda local (peso chileno). |                   |

#### Metrotren Nos
El pasaje del servicio Metrotren Nos está integrado a la tarifa de la Red Metropolitana de Movilidad , teniendo los mismos precios del Metro de Santiago en los diferentes tramos de horarios (valle, punta y bajo), además es posible realizar transbordo entre cualquiera de las modalidades de transportes actuales de Red, es decir, servicios de buses y de metro dentro de un rango establecido de tiempo, las cuales se cancelan exclusivamente con la Tarjeta Bip!. Los valores vigentes a la fecha son:
| Horario Bajo | Horario Valle | Horario Punta | Estudiante | Adulto mayor |
| ------------ | ------------- | ------------- | ---------- | ------------ |
| 670 CLP      | 720 CLP       | 800 CLP       | 230 CLP    | 350 CLP      |

#### Metrotren Rancagua
El servicio Metrotren Rancagua posee como único medio pago la tarjeta TrenCentral, la cual se activa sin contacto y debe ser acercada a los torniquetes al ingresar y salir del servicio, dado que el cobro es por tramo recorrido, no existiendo una tarifa fija a diferencia del servicio Metrotren Nos. La tarjeta de tarifa adulto tiene un costo de 1300 CLP, mientras que las tarjetas para la tercera edad y personas con discapacidad tienen un valor de 1000 CLP. Los estudiantes obtienen su primera tarjeta gratis, y en caso de pérdida la reposición de ésta tiene un costo de 2500 CLP. Existe también un pase diario de 5000 CLP que permite realizar viajes ilimitados durante un día. En julio de 2018 el sistema Metrotren Rancagua inauguró nuevos itinerarios durante el horario valle, conectando cada dos horas la ciudad de Rancagua y cada una hora con la localidad de Paine. Además se actualizaron valores para las tarifas, reduciendo a dos horarios, pero manteniendo los tramos anteriormente diseñados.
Hora alta
Lunes a viernes de 05:00 a 08:59, y de 18:00 a 20:59. Sábado y domingo de 10:00 a 20:59.
| Tarifas                                   | Alameda San Bernardo | Buin Zoo / Buin Linderos / Paine Hospital | San Francisco Graneros Rancagua |
| ----------------------------------------- | -------------------- | ----------------------------------------- | ------------------------------- |
| Alameda San Bernardo                      | 970 CLP              | 1450 CLP                                  | 2400 CLP                        |
| Buin Zoo / Buin Linderos / Paine Hospital | 1460 CLP             | 980 CLP                                   | 1500 CLP                        |
| San Francisco Graneros Rancagua           | 2400 CLP             | 1500 CLP                                  | 1150 CLP                        |

Hora baja
Lunes a viernes de 09:00 a 17:59, y de 21:00 a 23:59. Sábado y domingo de 05:00 a 09:59, y de 21:00 a 23:59.
| Tarifas                                   | Alameda San Bernardo | Buin Zoo / Buin Linderos / Paine Hospital | San Francisco Graneros Rancagua |
| ----------------------------------------- | -------------------- | ----------------------------------------- | ------------------------------- |
| Alameda San Bernardo                      | 870 CLP              | 1350 CLP                                  | 2200CLP                         |
| Buin Zoo / Buin Linderos / Paine Hospital | 1350 CLP             | 880 CLP                                   | 1400 CLP                        |
| San Francisco Graneros Rancagua           | 2200 CLP             | 1350 CLP                                  | 1100 CLP                        |

## Futuro
Con las implementaciones de Metrotren Rancagua y Metrotren Nos, otros proyectos se han presentado para reforzar el sistema de transporte ferroviario en la capital chilena. 

### Metrotren Melipilla
En 2013, el presidente Sebastián Piñera y el ministro de transportes y telecomunicaciones, Pedro Pablo Errázuriz, anunciaron en el marco del nuevo Plan Maestro de Transporte Santiago 2025 la creación del un tren de cercanías a Melipilla o Melitrén en sentido este-oeste, el cual pretendía estar terminado hacia fines del año 2017. El servicio comenzará en la estación Alameda y comprenderá once detenciones en Cerrillos, Lo Errázuriz, Vespucio, Maipú, Tres Poniente, Ciudad Satélite, Padre Hurtado, Malloco, Talagante, El Monte y Melipilla. 
El 12 de abril de 2019 EFE informó que el proyecto está en su última fase de la evaluación ambiental con respuestas de organismos y comunidades del entorno. El 15 de mayo de 2019 fue aprobado el Estudio de Impacto Ambiental, con lo que EFE puede dar inicio oficial al proyecto una vez conseguidos los recursos necesarios para su ejecución.

### Metrotren Batuco
El Metrotren Batuco, es el proyecto de un servicio de tren de cercanías dentro de la Región Metropolitana. Contará con 27 km de extensión, uniendo en sentido norte-sur el centro de Santiago de Chile con la localidad de Batuco. Poseerá dos vías de uso exclusivo para transporte de pasajeros, más una tercera que servirá como eje de transporte de carga.
Se contempla que el recorrido completo del tren tenga una duración de 25 minutos, pasando por sus siete estaciones, ubicadas en cinco comunas de las provincias de Santiago y Chacabuco. Además, contará con una conexión intermodal en la estación Quinta Normal de la Línea 5 del Metro de Santiago, una con la Línea 3 del Metro de Santiago en estación Quilicura y una nueva estación de combinación con la Línea 7 del Metro de Santiago en estación Matucana. De acuerdo al proyecto en evaluación, el tren entraría en operación en 2025.